# Petar Nadoveza
Petar Nadoveza (Sebenico, 9 aprile 1942 – 19 marzo 2023) è stato un calciatore e allenatore di calcio jugoslavo, di ruolo attaccante.

## Carriera

### Giocatore

#### Nazionale
Con la nazionale jugoslava ha disputato una sola partita, giocatasi a Tirana il 14 maggio 1967 contro l'Albania e valida per le qualificazione di Euro 1968.

## Statistiche

### Cronologia presenze e reti in nazionale
| Cronologia completa delle presenze e delle reti in nazionale ― Jugoslavia | Cronologia completa delle presenze e delle reti in nazionale ― Jugoslavia | Cronologia completa delle presenze e delle reti in nazionale ― Jugoslavia | Cronologia completa delle presenze e delle reti in nazionale ― Jugoslavia | Cronologia completa delle presenze e delle reti in nazionale ― Jugoslavia | Cronologia completa delle presenze e delle reti in nazionale ― Jugoslavia | Cronologia completa delle presenze e delle reti in nazionale ― Jugoslavia | Cronologia completa delle presenze e delle reti in nazionale ― Jugoslavia |
| Data                                                                      | Città                                                                     | In casa                                                                   | Risultato                                                                 | Ospiti                                                                    | Competizione                                                              | Reti                                                                      | Note                                                                      |
| ------------------------------------------------------------------------- | ------------------------------------------------------------------------- | ------------------------------------------------------------------------- | ------------------------------------------------------------------------- | ------------------------------------------------------------------------- | ------------------------------------------------------------------------- | ------------------------------------------------------------------------- | ------------------------------------------------------------------------- |
| 14-5-1967                                                                 | Tirana                                                                    | Albania                                                                   | 0 – 2                                                                     | Jugoslavia                                                                | Qual. Euro 1968                                                           | -                                                                         |                                                                           |
| Totale                                                                    |                                                                           | Presenze                                                                  | 1                                                                         |                                                                           | Reti                                                                      | 0                                                                         |                                                                           |

## Palmarès

### Giocatore

#### Competizioni nazionali
- Campionato jugoslavo: 1

Hajduk Spalato: 1970-1971
- Coppa di Jugoslavia: 2

Hajduk Spalato: 1966-1967, 1971-1972

#### Individuale
- Capocannoniere della Prva Liga: 2

1965-1966 (21 goal) 1970-1971 (20 gol, a pari merito con Božo Janković)

### Allenatore

#### Competizioni nazionali
- Coppa di Jugoslavia: 1

Hajduk Spalato: 1983-1984
- Coppa di Slovenia: 1

Olimpia Lubiana: 1995-1996
- Supercoppa di Slovenia: 1

Olimpia Lubiana: 1995
- Coppa di Croazia: 1

Hajduk Spalato: 1999-2000
- Campionato croato: 1

Hajduk Spalato: 2003-2004